# 溪源水库
溪源水库是中国福建省龙岩市长汀县涂坊镇境内的一座水库，位于涤坊河上游，建于1978年。水库正常库容为1081万立方米，集雨面积为37平方千米，海拔为405.5米。